# Sergey Muradyan
Sergey Muradyan (San Petersburgo, 27 de agosto de 2004) es un futbolista ruso, nacionalizado armenio, que juega en la demarcación de defensa para el FC Noah de la Liga Premier de Armenia.

## Selección nacional
Tras jugar con las categorías inferiores de la selección, finalmente el 26 de marzo de 2024 hizo su debut con la selección de Armenia en un partido amistoso contra República Checa que finalizó con un resultado de 2-1 a favor del combinado checo tras los goles de Edgar Sevikyan para Armenia, y de Ladislav Krejčí y Tomáš Chorý para el combinado checo.

## Clubes
| Club    | País    | Año   | Partidos | Goles |
| ------- | ------- | ----- | -------- | ----- |
| FC Noah | Armenia | 2023- | 77       | 2     |

## Palmarés

### Títulos nacionales
| Título                  | Club       | País    | Año  |
| ----------------------- | ---------- | ------- | ---- |
| Liga Premier de Armenia | F. C. Noah | Armenia | 2025 |
| Copa de Armenia         | F. C. Noah | Armenia | 2025 |